# Jacques Voorspoel
Jacques Voorspoel, né à Malines et mort le 27 août 1663 dans la même ville, est un sculpteur flamand.

## Biographie
Jacques Voorspoel naît à Malines.
En 1610 il est élève de Jean de la Port à Gand. Puis en 1616, de Martin van Calstere, à Malines et probablement de Hieronymus Du Omesnay à Gand.
En 1636, Jacques Voorspoel épouse une prénommée Anne (1607-1683).
Il est doyen de la gilde de Saint-Luc en 1643 et en 1645. En 1654 il est maître à Bruxelles. Il fait pour l’église Sainte-Gudule, à Bruxelles, l’autel en marbre de Notre-Dame de la Délivrance et le tombeau du comte d’Ysenbourg.
Jacques Voorspoel meurt le 27 août 1663 dans sa ville natale.